# Crataegus greggiana
Crataegus greggiana là loài thực vật có hoa trong họ Hoa hồng. Loài này được Eggl. mô tả khoa học đầu tiên năm 1909.